# Zverinogolovskoe
Zverinogolovskoe (in russo Звериноголовское?) è un villaggio della Russia situato nell'oblast' di Kurgan. È il centro amministrativo del rajon Zverinogolovskij.
Si trova sul fiume Tobol, 120 km a sud di Kurgan, vicino al confine con il Kazakistan.